# Fuldabrück
Fuldabrück (letteralmente: «ponte sulla Fulda») è un comune tedesco di 8 953 abitanti,, situato nel land dell'Assia.
Non esiste alcun centro abitato con tale denominazione; si tratta pertanto di un comune sparso.

## Geografia antropica
È attraversato dalla Fulda.